# Terry Molloy
Terry Molloy (North Shields, 1947) è un attore britannico.

## Carriera
Conosciuto per essere stato l'ultimo interprete di Davros nella serie classica di Doctor Who. Molloy è anche un sassofonista e suona spesso al Cavern Club di Liverpool, storico club dove si esibivano i Beatles.

## Filmografia

### Cinema
- Impure Thoughts, regia di Michael A. Simpson (1986)
- Chasing the Deer, regia di Graham Holloway (1994)
- P.R.O.B.E.: The Devil of Winterborne, regia di Bill Baggs (1995)
- The Promise, regia di Steve Friendship - cortometraggio (1999)
- In Love with Alma Cogan, regia di Tony Britten (2012)
- A Christmas to Remember, regia di Robert Haines - cortometraggio (2012)
- Draw on Sweet Night, regia di Tony Britten (2015)
- Lost, regia di Robin Forrest - cortometraggio (2016)
- ChickLit, regia di Tony Britten (2016)
- Homeless Ashes, regia di Marc Zammit (2019)

### Televisione
- Crossroads - soap opera TV (1964)
- The Other Side - serie TV, episodio 1x02 (1979)
- God's Wonderful Railway - serie TV, episodi 1x03-1x04-1x05 (1980)

- Carrott del sol, regia di Terence Ryan - film TV (1981)
- BBC2 Playhouse - serie TV, episodio 7x16 (1981)
- Play for Today - serie TV, episodio 11x20 (1981)
- Rules of Justice, regia di Roger Tucker - film TV (1981)
- Radio Phoenix - serie TV (1982)
- Angels - serie TV, episodio 8x03 (1982)
- Scene - serie TV, 1 episodio (1983)
- The Country Diary of an Edwardian Lady - serie TV, episodio 1x10 (1984)
- The Exercise, regia di Gareth Davies - film TV (1985)
- Connie - serie TV, episodio 1x06 (1985)
- Oliver Twist - miniserie TV, 4 episodi (1985)
- L'asso della Manica (Bergerac) - serie TV, episodio 4x08 (1985)
- Screenplay - serie TV, episodio 1x01 (1986)
- Dramarama - serie TV, episodio 4x10 (1986)
- A Sort of Innocence - serie TV, episodio 1x04 (1987)
- Lizzie's Pictures - miniserie TV, episodio 1x04 (1987)
- French and Saunders - serie TV, episodio 2x02 (1988)
- EastEnders - soap opera TV, 1 episodio (1988)
- Doctor Who - serie TV, 7 episodi (1984-1988)
- The Real Eddy English - serie TV, episodi 1x02-1x03-1x04 (1989)
- Vote for Them - serie TV, episodi 1x01-1x02 (1989)
- Tales of Sherwood Forest - serie TV, 4 episodi (1989)
- Jupiter Moon - serie TV, episodi 1x02-1x33 (1990)
- Kinsey - serie TV, episodio 1x01 (1991)
- Chancer - serie TV, episodio 2x06 (1991)
- Chalkface - serie TV, 6 episodi (1991)
- Specials - serie TV, episodio 1x01 (1991)
- Bad Company, regia di David Drury - film TV (1993)
- Metropolitan Police (The Bill) - serie TV, episodi 8x08-11x29 (1992-1995)
- Dangerfield - serie TV, episodio 5x07 (1998)
- Dad - serie TV, episodio 2x07 (1999)
- Urban Gothic - serie TV, episodio 1x04 (2000)
- Gypsy Girl - serie TV, episodio 1x01 (2001)
- Doctors - soap opera TV, 1 episodio (2001)
- All About Me - serie TV, episodio 1x03 (2002)
- Hollyoaks - soap opera TV, 1 episodio (2002)
- Byker Grove - serie TV, episodio 17x02 (2005)
- Kingdom - serie TV, episodio 2x05 (2008)
- Casualty - serie TV, episodi 10x16-23x27 (1995-2009)
- TV Burp - serie TV, episodio 8x21 (2009)
- Kosmos - serie TV, 5 episodi (2015)
- Anoraks - serie TV, episodio 1x10 (2017)